# George Shiras III
George Shiras III (* 1. Januar 1859 in Allegheny, Allegheny County, Pennsylvania; † 24. März 1942 in Marquette, Michigan) war ein US-amerikanischer Politiker. Zwischen 1903 und 1905 vertrat er den Bundesstaat Pennsylvania im US-Repräsentantenhaus.

## Werdegang
George Shiras III war der Sohn des gleichnamigen Bundesrichters George Shiras Jr. (1832–1924). Er besuchte die öffentlichen Schulen seiner Heimat und danach die Phillips Academy in Andover (Massachusetts). Im Jahr 1881 absolvierte er die Cornell University in Ithaca im Staat New York. Nach einem anschließenden Jurastudium am Yale College und seiner 1883 erfolgten Zulassung als Rechtsanwalt begann er in Pittsburgh in diesem Beruf zu arbeiten. Gleichzeitig schlug er als Mitglied der Republikanischen Partei eine politische Laufbahn ein. Zwischen 1889 und 1890 saß er als Abgeordneter im Repräsentantenhaus von Pennsylvania; im Jahr 1890 kandidierte er noch erfolglos für den Kongress.
Bei den Kongresswahlen des Jahres 1902 wurde Shiras als unabhängiger Republikaner im 29. Wahlbezirk von Pennsylvania in das US-Repräsentantenhaus in Washington, D.C. gewählt, wo er am 4. März 1903 die Nachfolge von Galusha A. Grow antrat. Da er im Jahr 1904 auf eine weitere Kandidatur verzichtete, konnte er bis zum 3. März 1905 nur eine Legislaturperiode im Kongress absolvieren. Nach seiner Zeit im US-Repräsentantenhaus betätigte sich Shiras in der biologischen Forschung. Er machte sich auch einen Namen als Fotograf von Landschaften und der Tierwelt. Im Jahr 1935 gab er ein zweibändiges Album mit seinen Fotografien heraus. Er starb am 24. März 1942 in Marquette, wo er auch beigesetzt wurde.